# Fiesta del Gran Poder
La Fiesta de Jesús del Gran Poder o La Fiesta de la Santísima Trinidad del Señor Jesús del Gran Poder en la Ciudad de La Paz (UNESCO) es una fiesta religiosa que se celebra en la ciudad de Nuestra Señora de La Paz, Bolivia. La fiesta desarrolla diferentes prácticas religiosas y festivas de manera sincrética entre lo católico y lo aymara, entre ellas se encuentran la Ch'alla, las entradas folclóricas, la celebración de misas católicas y el desarrollo de prestes y ha sido declarada como Patrimonio Intangible de la Humanidad por la UNESCO.

## Descripción

### Fiestas religiosas y prestes

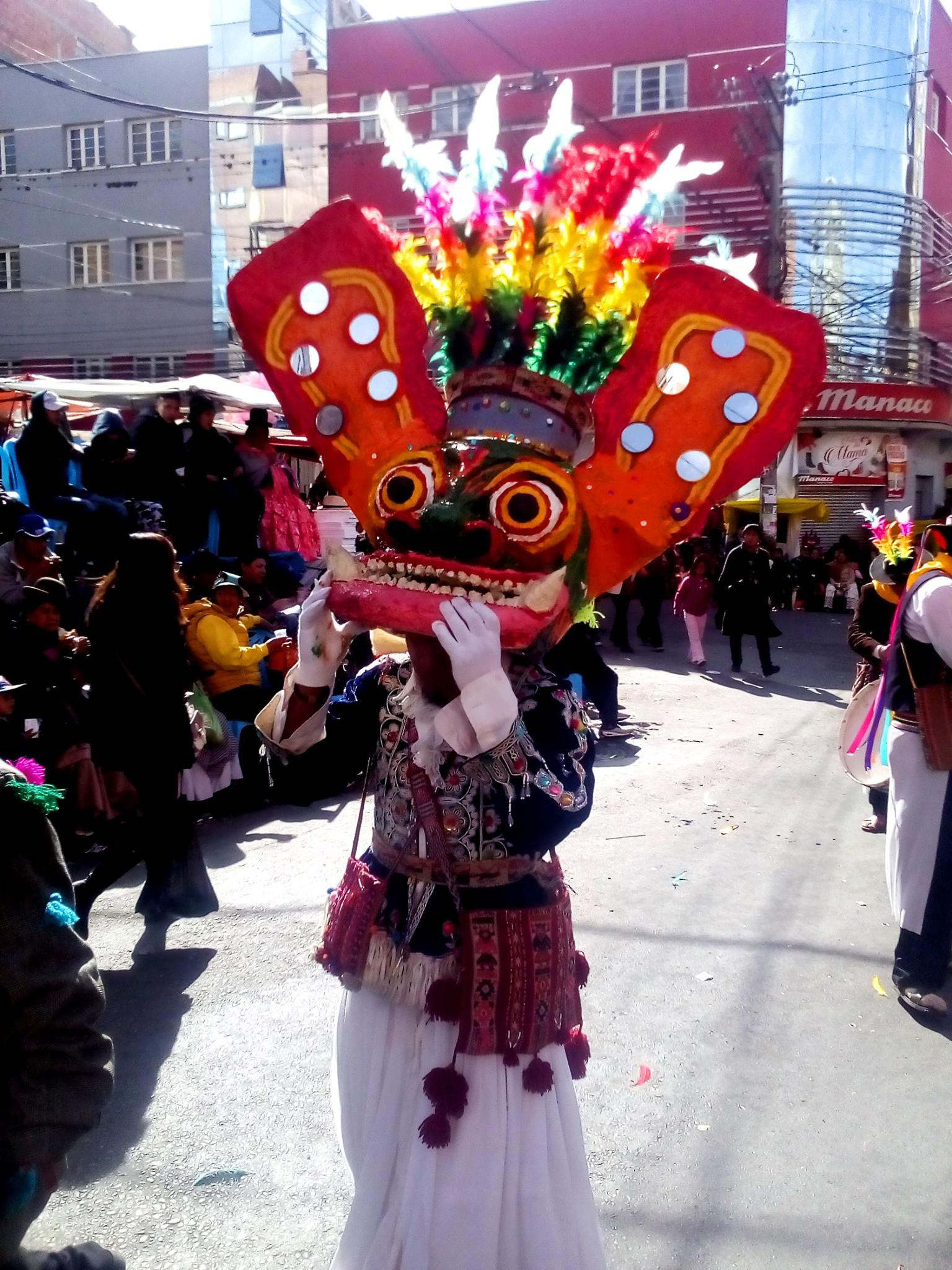
Tata Danzante, originario de La Paz, participando en la Entrada del Señor del Gran Poder

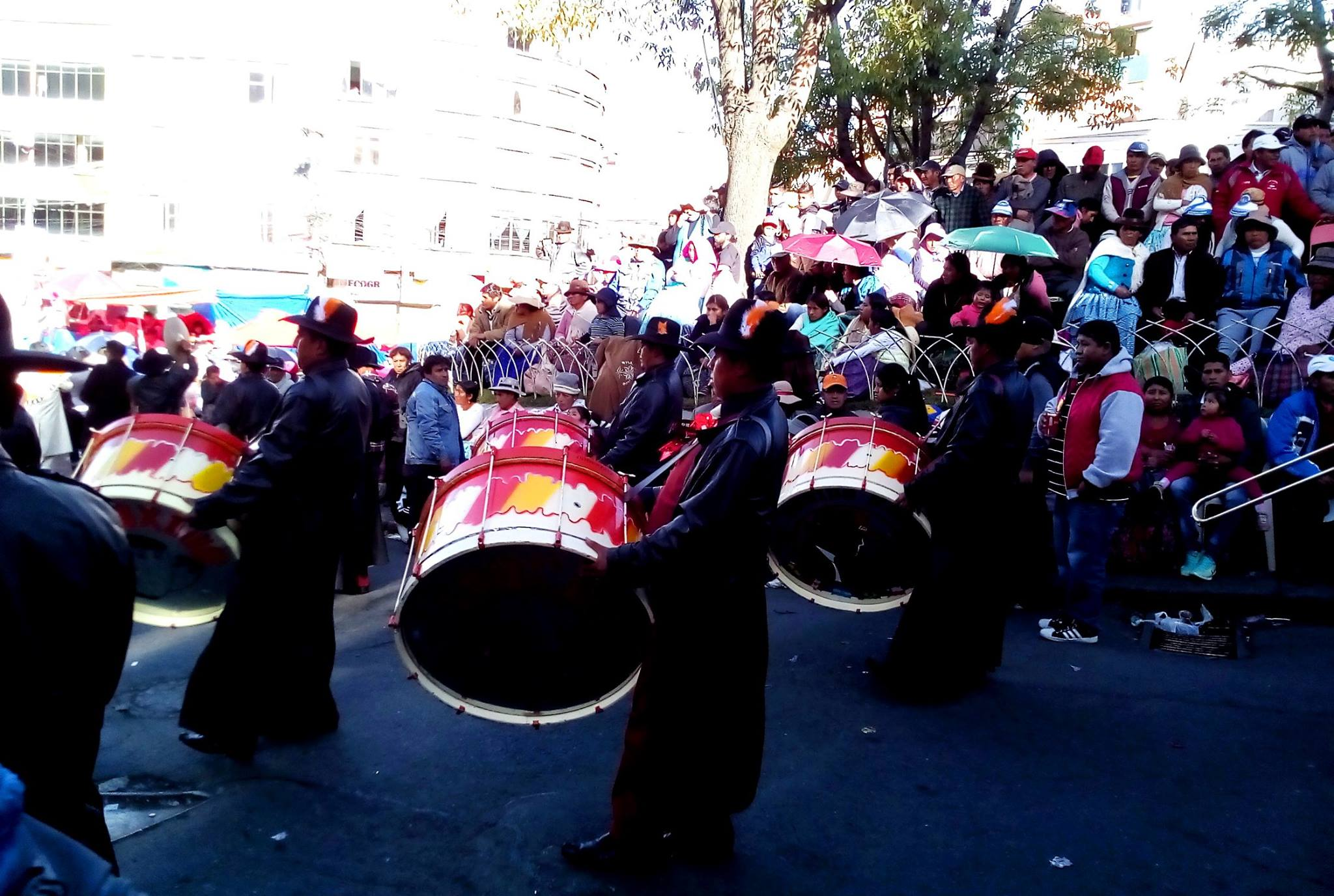
Banda de músicos participando de la Fiesta del Gran Poder

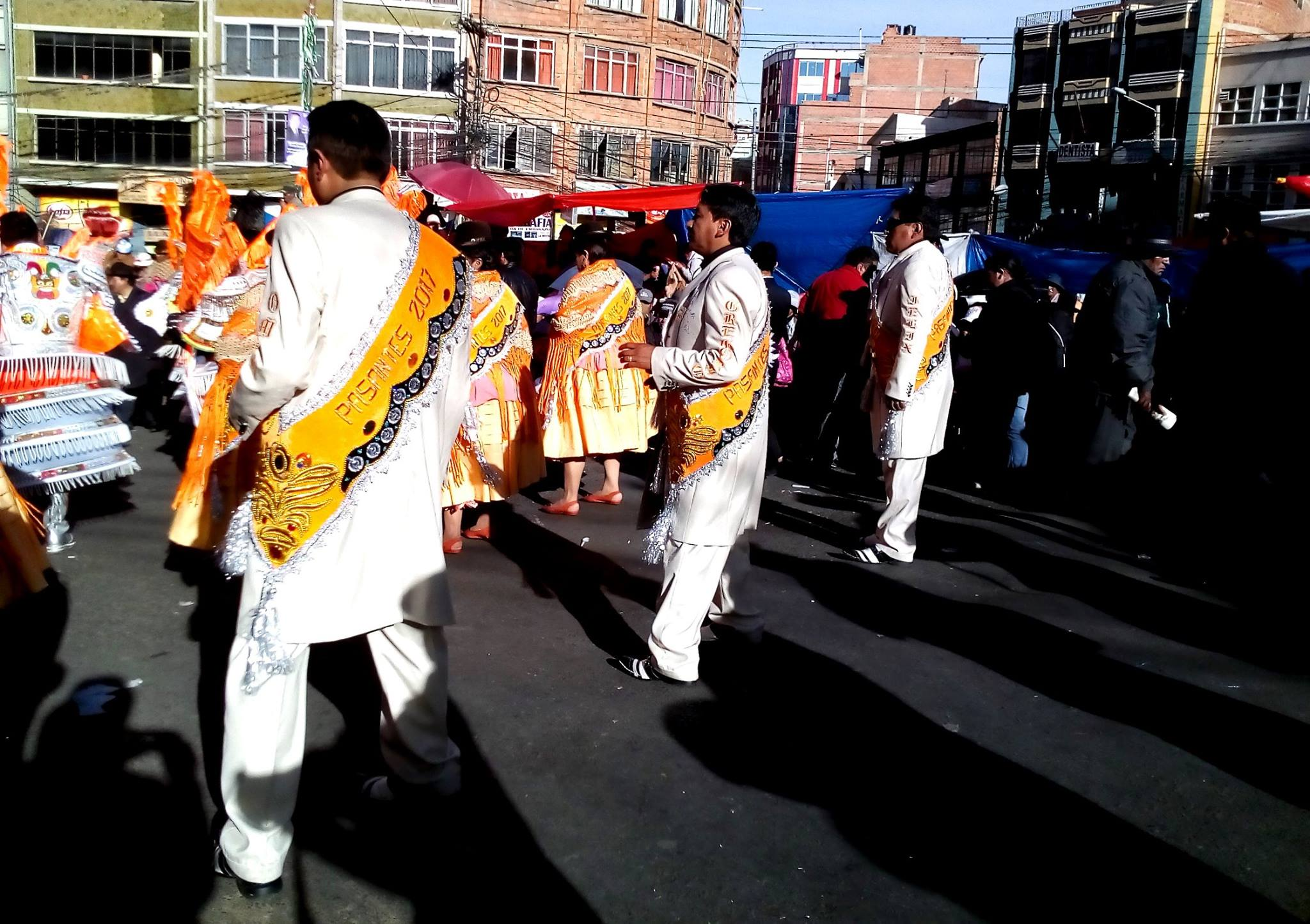
Pasantes Morenada participando de la Fiesta del Gran Poder

La fiesta como expresión cultural  cada vez con más fuerza se va apropiando de los espacios públicos como  calles y avenidas, con las fiestas como  la del Señor del Gran Poder inicialmente y ahora en cada barrio de acuerdo a la fecha de fundación o patrono de la parroquia tienen su expresión folklórica, preste y entrada folclórica,  en ellas también existe el sincretismo entre ritos aymaras con la religión católica ambos adecuadamente manejados, en estos eventos los espacios públicos pasan a ser espacios privados de los protagonistas donde incluso se disponen  sillas,  mesas  espacios de baile y servicios de garzones y guardaespaldas. Inicialmente se tenían los locales de fiesta para la realización de tales acontecimientos manteniendo el  ámbito privado de los eventos, pero en la actualidad se tiende a realizarlo en los espacios públicos, en distintos barrios populares están proliferando los locales para fiestas como  actividades  comerciales complementarios a la fiesta, una muestra de las economías de aglomeración. 

### Carácter de la fiesta de Gran Poder

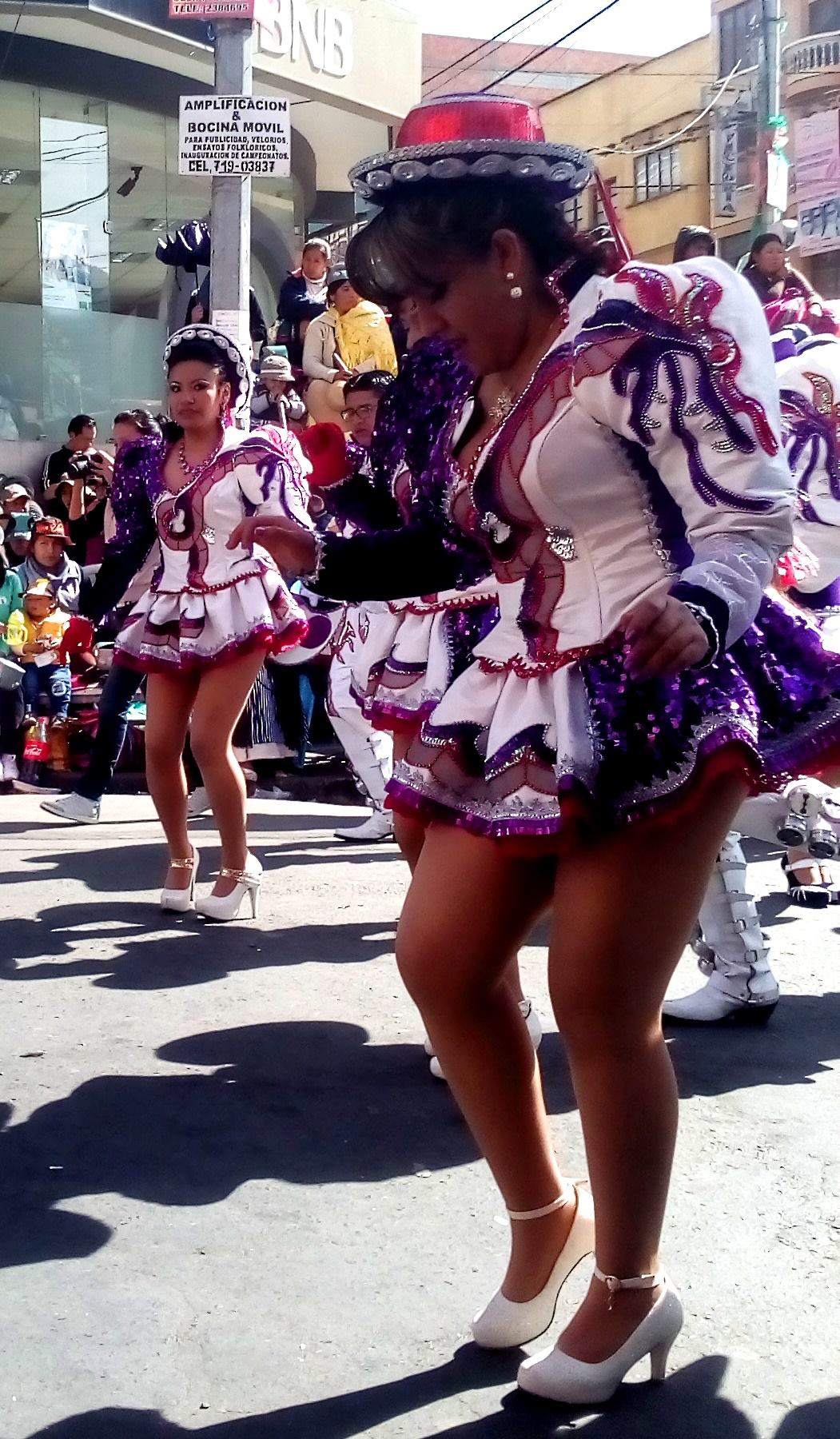
Danza de los Caporales, originaria de La Paz

En todas estas actividades y actitudes se manifiesta la tendencia del ser andino que es lo comunitario porque, como en las ferias, las fiestas patronales o de inicio de la siembra, en los pueblos estos eventos se los hace en comunidad y para la comunidad. Las individualidades desaparecen devoradas por el ser colectivo que va cobrando realidad: el ayllu convertido en una unidad orgánica tangible con determinación propia. A través de esta confluencia catártica, la comunidad comulga consigo misma y con la naturaleza circundante, afirmando su voluntad de vida (indudablemente la fiesta está orientada a asegurar la supervivencia colectiva). En la nueva versión de la festividad del Gran Poder, conocida como la Fiesta Mayor de los Andes, 53 fraternidades folclóricas ofrecerieron  un vasto repertorio del rico legado cultural con el que cuenta Bolivia. La fiesta del Gran Poder es una representación de la diversidad de danzas que son ejecutadas bajo la promesa de bailar durante tres años como acto de agradecimiento a la divinidad del Señor Jesús del Gran Poder. La festividad contará con la presencia de 30.000 bailarines y 4.000 músicos, que invadirán las calles de la popular zona del Gran Poder para luego llegar hasta el estadio Hernando Siles.

## El preste o pasante
Preste o pasante es el nombre con el que se denomina a la persona que hará todos los gastos en la fiesta en la que él estará a cargo de los gastos de bebida, música, comida, toda la atención, todos los miembros de la comunidad tienen que ser prestes en algún momento para ser considerados personas de gran prestigio y respeto todos compiten para ganar y atender mejor que su antecesor, es singular la forma en que los ahorros de todo un año o de varios años se los gasta en tres días de fiesta haciendo que este capital circule en el interior de la comunidad, la fiesta también tiene ese componente de reciprocidad por el que la persona baila a cambio de los favores del Patrono o Santo.

## Ch'alla
La ch'alla es una práctica que se realiza en agradecimiento a la Pachamama (tierra) por todos los frutos que de ella recibimos, por ello se le  hacen ofrendas con la realización de ritos que incluyen las bebidas espirituosas que se beben y que también se convidan a la Pachamama echándola al piso.

## Promesa
Previamente al día de la fiesta religiosa o patronal se realiza una promesa a fin de pedir favores al santo con el compromiso de bailar y participar de la fiesta, esta promesa se acompaña del convite a la Pachamama con la challa y quema de una mesa ceremonial para que en el transcurso de la fiesta no haya problemas ni desgracias y a todos les vaya bien en el futuro.

## Historia

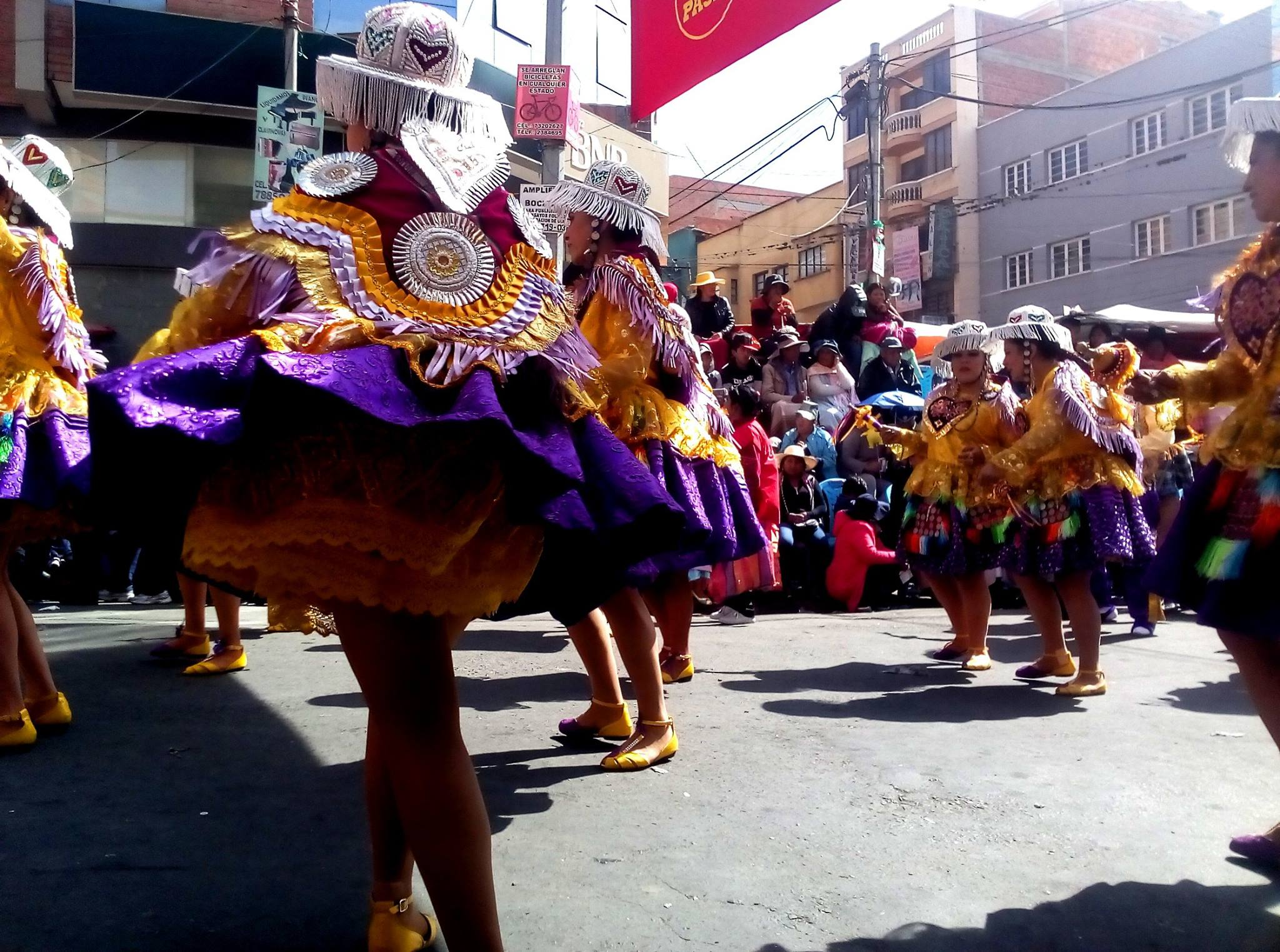
Danza de la Kullawada, originaria de La Paz

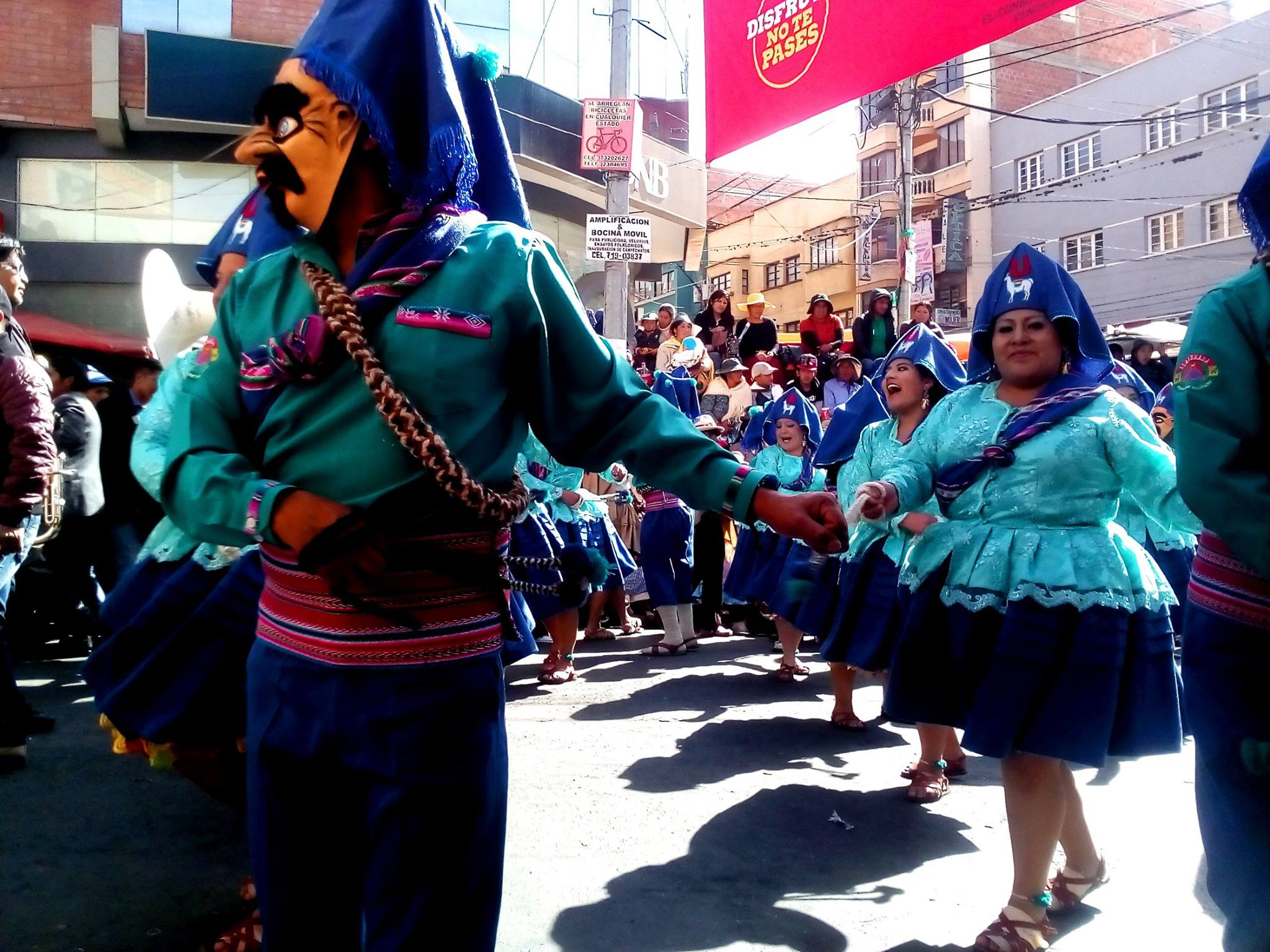
Danza de la Llamerada

El origen de la fiesta se remonta al 8 de diciembre de 1663 cuando se fundó el Convento de las Concebidas. Según la historia, en aquel entonces, las postulantes al convento debían llevar consigo una imagen. La monja Genoveva Carrión portó un lienzo de la Santísima Trinidad, consistente en una imagen de dios con tres rostros, representando así su carácter trinitario; padre, hijo y espíritu santo. 
Esta imagen sacra era algo común para aquel tiempo, como lo atestiguan los libros Arte de la Pintura de 1649 de Francisco Pacheco (Maestro y suegro de Velázquez además de censor de pintura de la Santa Inquisición); Francisco Ricci en su De Pictura Sabia de 1659 y los lienzos que se conservan en las ciudades de Bogotá, Medellín y Sucre. Después fue prohibida por Benedicto VI con la breve Solicitudine Nostra a comienzos del siglo XVIII; decisión refrendada en América en el Concilio Provincial de Santa Fe el 27 de mayo de 1772. 
Posteriormente, en 1904 uno de los devotos hizo retocar el cuadro convirtiéndolo en una imagen con un solo rostro y llamándola el Señor del Gran Poder en referencia al Patrón de Sevilla, imagen bastante común en las procesiones de Semana Santa y con bastantes devotos en grandes ciudades como Quito y Arequipa. 
Por el repintado esta imagen del Señor del Gran Poder obtuvo una apariencia atípica, ya que la representación típica del Patrón de Sevilla es una escultura de cristo cargando la cruz; en este caso se aprecia a Jesús con los brazos abiertos. Esto se debe a que también fue borrado el triángulo invertido que pendía de sus manos clásica de las representaciones de la Santísima Trinidad de rostro trifásico. 

### Culto
Muchos devotos recibieron favores del Señor, por lo que la veneración de la imagen se extendió. La imagen recorría por casas de las calles Mercado, Yungas, Figueroa y por la iglesia del Rosario. Posteriormente fue trasladada a la calle León de la Barra, donde una familia devota inició el culto a la imagen con visitas y oraciones programadas para los días martes y viernes. Con el transcurrir del tiempo los feligreses fueron aumentando y en 1928 se inició la construcción de un templo en la zona de Chijini, hoy calle Gallardo, que fue concluido a finales de los años 30. 
Sin embargo, en 1923 surgieron las primeras fraternidades folclóricas. En la calle Illampu se situaban los bordadores de los trajes que se usaban en esta celebración y entre aquellos artesanos, destacaban las familias Chuquimia y Gisbert. Se dice que por iniciativa de ellas se realizaron las primeras fiestas prestes y pasantes del Señor del Gran Poder. En 1924 apareció la primera diablada de la región de Chuchulaya, luego surgió una fraternidad de suri sikuris, integrado por un grupo de lustrabotas denominado Cebollitas. 
En los años 30 y 40 se fueron integrando conjuntos nativos de Los Yungas, que con toques de tambores adoraban a la imagen. Habiéndose convertido en un evento departamental, en 1952 se realizó un festival departamental de danzas paceñas en el estadio, donde surgió la idea de realizar una entrada más apoteósica y organizada. La fiesta contaba con el apoyo de un sacerdote católico, a quien la historia recuerda como el padre Camacho, los ensayos se realizaban en las noches desde la avenida Buenos Aires hasta la intersección de las calles Gallardo y Segurola. 
Otro hecho importante es el ocurrido el 25 de enero de 1969, cuando se funda el baile de los caporales en la zona de Chijini, como acto de devoción al Señor del Gran Poder. A iniciativa de los hermanos Estrada esta demostración folclórica fue estrenada a nivel mundial. 
El 12 de mayo de 1974 se creó la Asociación de Conjuntos Folclóricos, que hoy aglutina los principales grupos de danzas de La Paz y las más representativas de otros lugares de Bolivia. Con este hecho, la fiesta del Gran Poder adquiere ribetes nacionales.
Según el profesor Llanos, si bien la entrada del Gran Poder ha sufrido cambios a lo largo de los años, los aspectos folclóricos se han mantenido a lo largo del tiempo, convirtiéndose en una fiesta nacional. La Asociación de Conjuntos Folclóricos del Gran Poder organizará  el Segundo Congreso Internacional de Etnomusicología y Folclore Latinoamericano y del Caribe, con la finalidad de declarar al departamento de La Paz “Cuna del Folclore Boliviano”.

## Fraternidades ganadoras en Gran Poder

### Danzas Pesadas

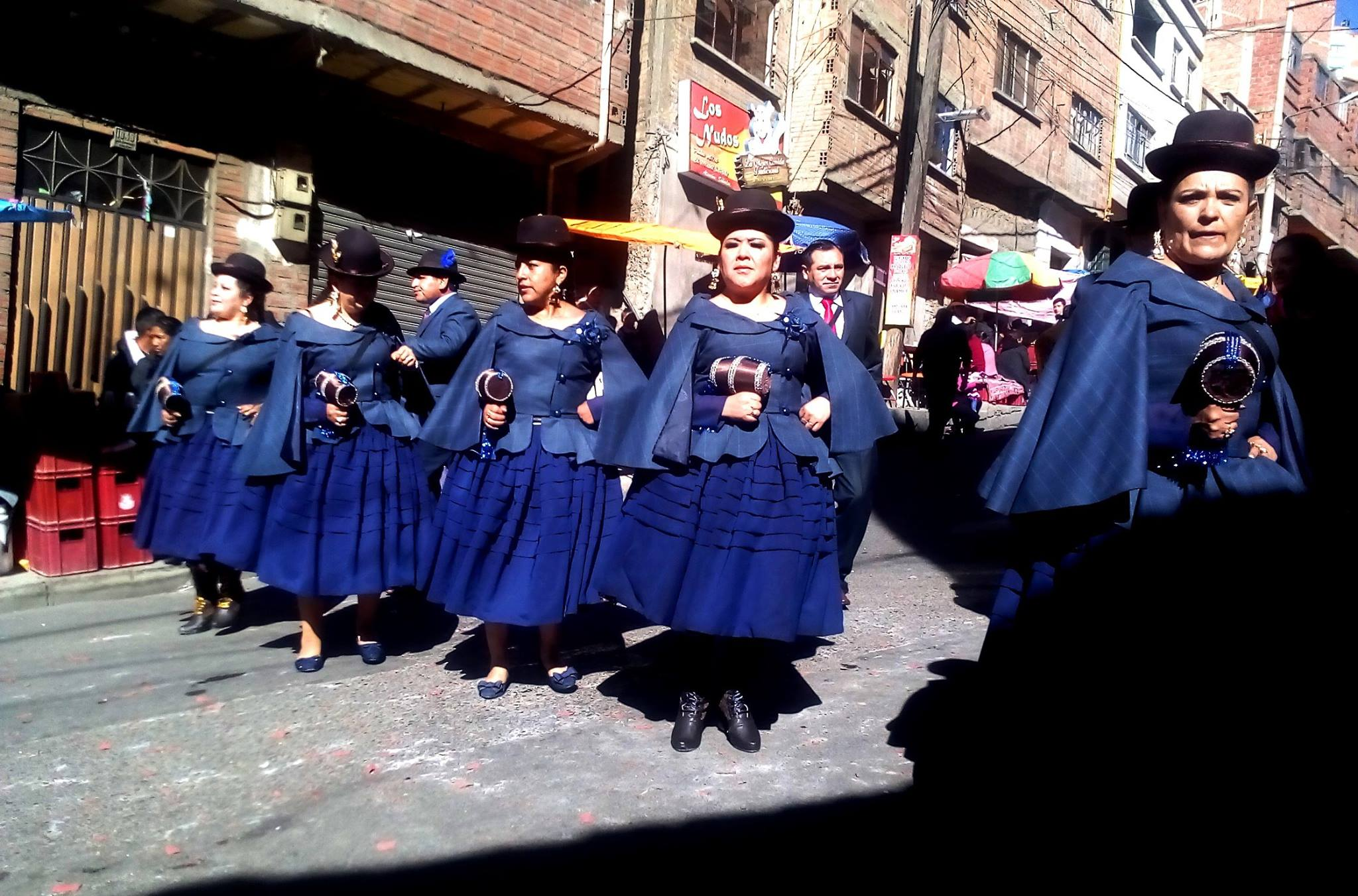
Danza de la Morenada

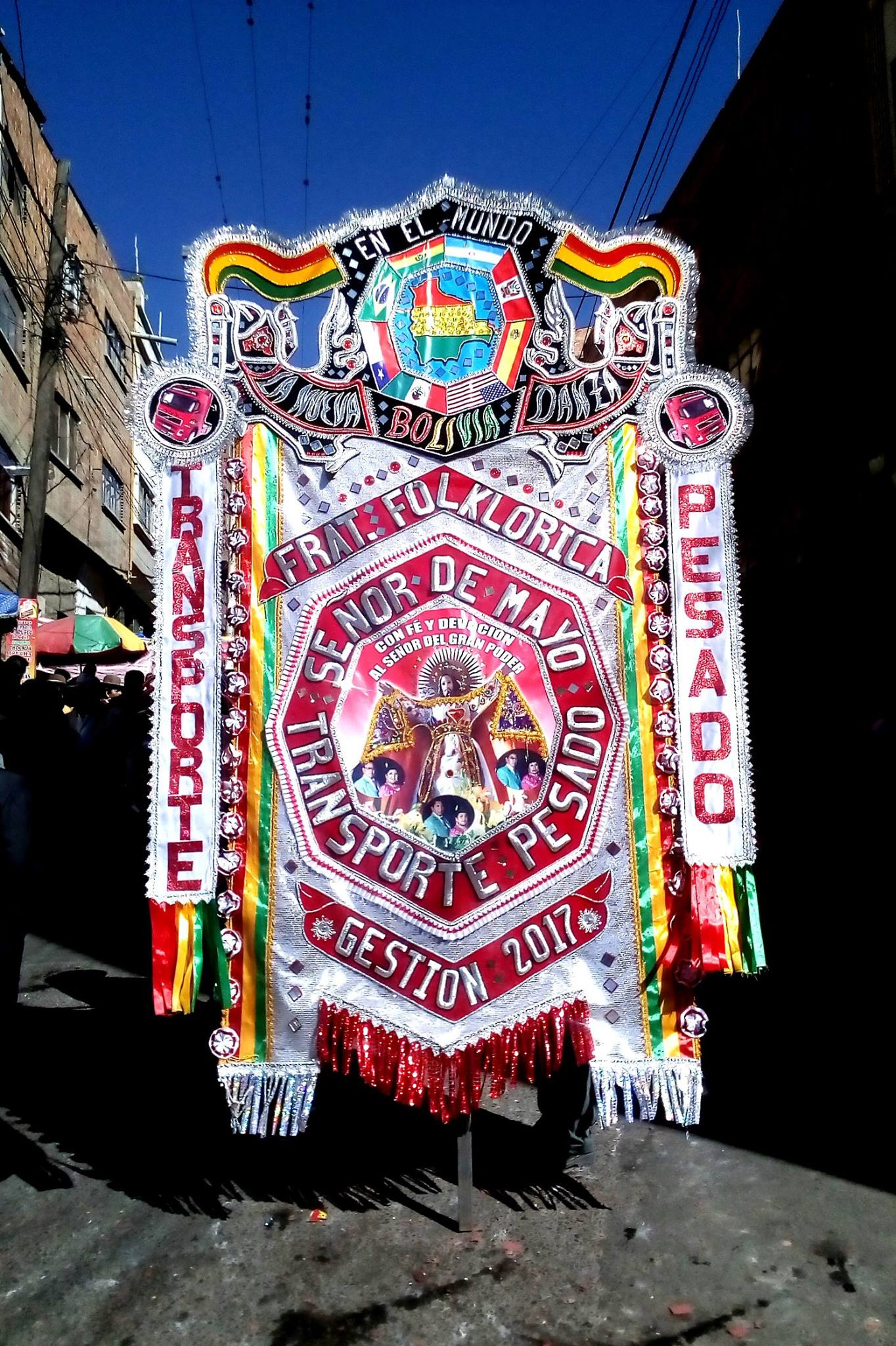
Estandarte Morenada ganador 2013 participando de la Fiesta del Gran Poder

- 2025: Morenada Juventud Rosas Residentes de Viacha "Los Legítimos" (6 títulos)
- 2024: Morenada Juventud Rosas Residentes de Viacha "Los Legítimos"
- 2023: Morenada de La Paz Unión de Bordadores AMABA
- 2022: Declarado DESIERTO[3]
- 2021: Cancelado PANDEMIA
- 2020: Cancelado PANDEMIA
- 2019: Morenada Señorial Illimani en Gran Poder (3 títulos)
- 2018: Morenada Juventud Rosas Residentes de Viacha "Los Legítimos"
- 2017: Morenada Fraternidad Cultural Señorial Morenos y Achachis Fanáticos del Folklore en Gran Poder (10 títulos)
- 2016: Morenada Poderosa Plana Mayor
- 2015: Morenada Juventud Rosas Residentes de Viacha "Los Legítimos"
- 2014: Morenada La Nueva Elegancia en Gran Poder Los Verdaderos Intocables
- 2013: Morenada Fraternidad Folklórica y Cultural "Señor de mayo" del S.T.P.L.D. De La Paz
- 2012: Morenada Juventud Rosas Residentes de Viacha "Los Legítimos"
- 2011: Morenada Señorial Illimani en Gran Poder
- 2010: Morenada Fraternidad Cultural Señorial Morenos y Achachis Fanáticos del Folklore en Gran Poder
- 2009: Morenada Juventud San Pedro Residentes de Achacachi "Los Catedráticos"
- 2008: Morenada Fraternidad Cultural Señorial Morenos y Achachis Fanáticos del Folklore en Gran Poder
- 2007: Morenada Señorial Illimani en Gran Poder
- 2006: Morenada Fraternidad Cultural Señorial Morenos y Achachis Fanáticos del Folklore en Gran Poder
- 2005: Morenada Juventud Unión Comercial Gran Poder de La Paz
- 2004: Morenada Fraternidad Cultural Señorial Morenos y Achachis Fanáticos del Folklore en Gran Poder
- 2003: Morenada Líderes Siempre Vacunos de La Paz
- 2002: Morenada Fraternidad Cultural Señorial Morenos y Achachis Fanáticos del Folklore en Gran Poder
- 2001: Morenada Juventud Residentes Verdaderos Rosas de Viacha "Revelación 82"
- 2000: Morenada Fraternidad Cultural Señorial Morenos y Achachis Fanáticos del Folklore en Gran Poder
- 1998: Morenada Fraternidad Cultural Señorial Morenos y Achachis Fanáticos del Folklore en Gran Poder
- 1997: Morenada Verdaderos Rebeldes en Gran Poder
- 1996: Morenada Fraternidad Cultural Señorial Morenos y Achachis Fanáticos del Folklore en Gran Poder
- 1993: Morenada Fraternidad Cultural Señorial Morenos y Achachis Fanáticos del Folklore en Gran Poder
- 1991: Morenada Juventud Rosas Residentes de Viacha "Los Legítimos"

### Kullawada Paceña
- Kullaguada Mallkus Perdidos en Gran Poder (1971) ANTIGUA Y MODERNA - Banda Grecos Criollos y Banda Siempre Mayas
- Kullaguada Laikas en Gran Poder (1973) MODERNA - Banda Super Diamantes
- Kullaguada Los X del Gran Poder (1974) MODERNA - Banda Marisma Mundial
- Kullaguada Verdaderos Mosaicos en Gran Poder (1977) ANTIGUA - Banda Mayas Amantes del Folklore
- Kullaguada Sensacional Mosaicos Amigos Dignos del Gran Poder (1983) ANTIGUA - Banda Mayans de OroFigura del señor del Gran Poder.

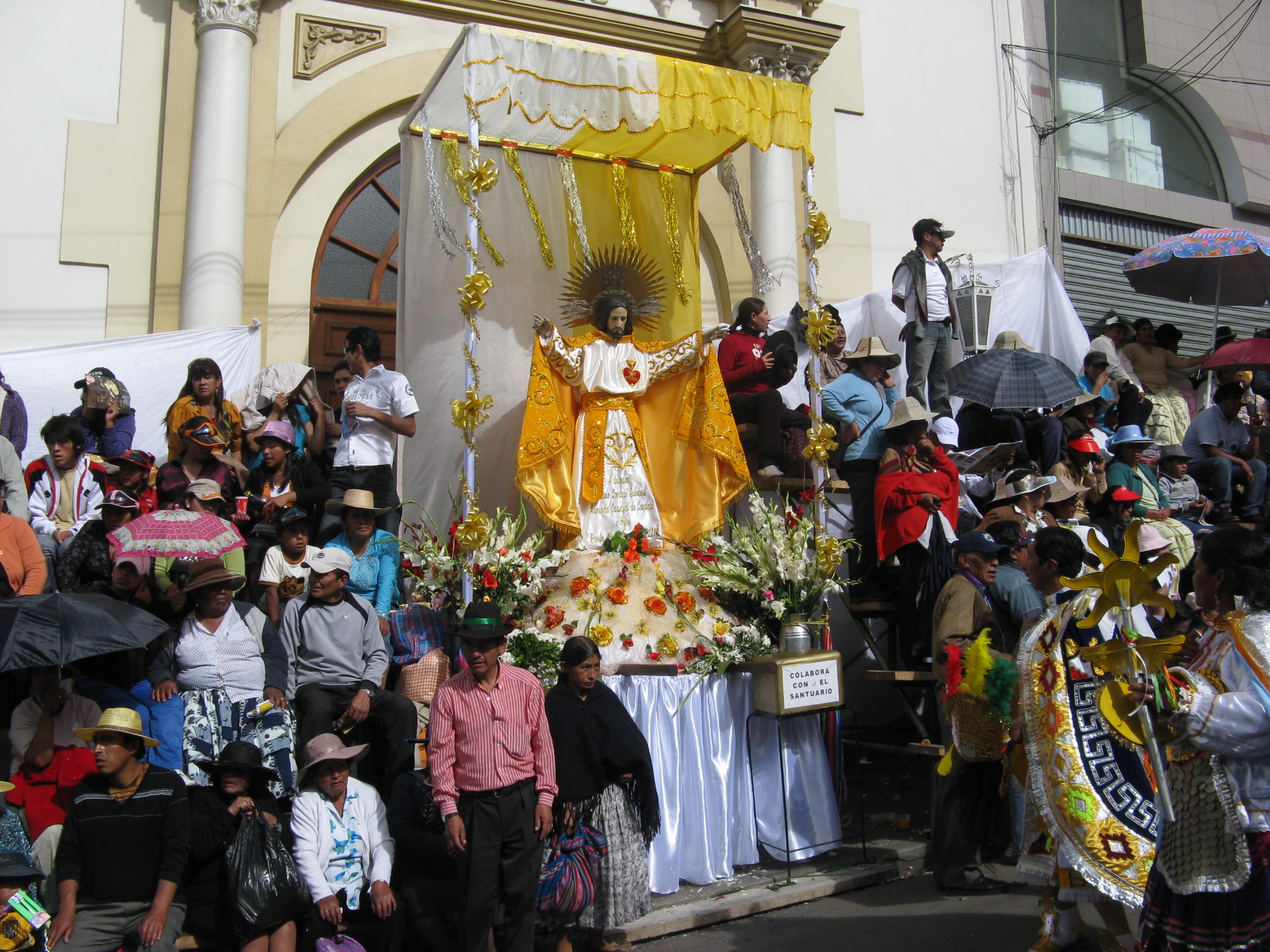
Figura del señor del Gran Poder.

- Kullaguada Luminantes Inti Wara (1985) MODERNA - Banda Super Destellos del Sol
- Kullaguada Antawara La Paz (1986) MODERNA - Banda Mayas Amautas
- Kullaguada Corazones Jóvenes (1998) MODERNA - Banda Raymis Gallardos del Sol
- Kullaguada Nuevo Amanecer (2002) MODERNA - Banda Señores Zodiacos
- Kullaguada Los Paceños (2002) MODERNA - Banda Jacha Wara

### Diablada Paceña
- Diablada Juventud Tradicional Unión De Bordadores Del Gran Poder De La Paz (1929)
- Diablada Artística Trinidad En Gran Poder (1960) Morenada En 1988
- Diablada Internacional Juventud Relámpago Del Gran Poder (1965)
- Diablada Internacional Arte Illimani Del Gran Poder (1966)
- Diablada Eucaliptus Del Gran Poder (2001)

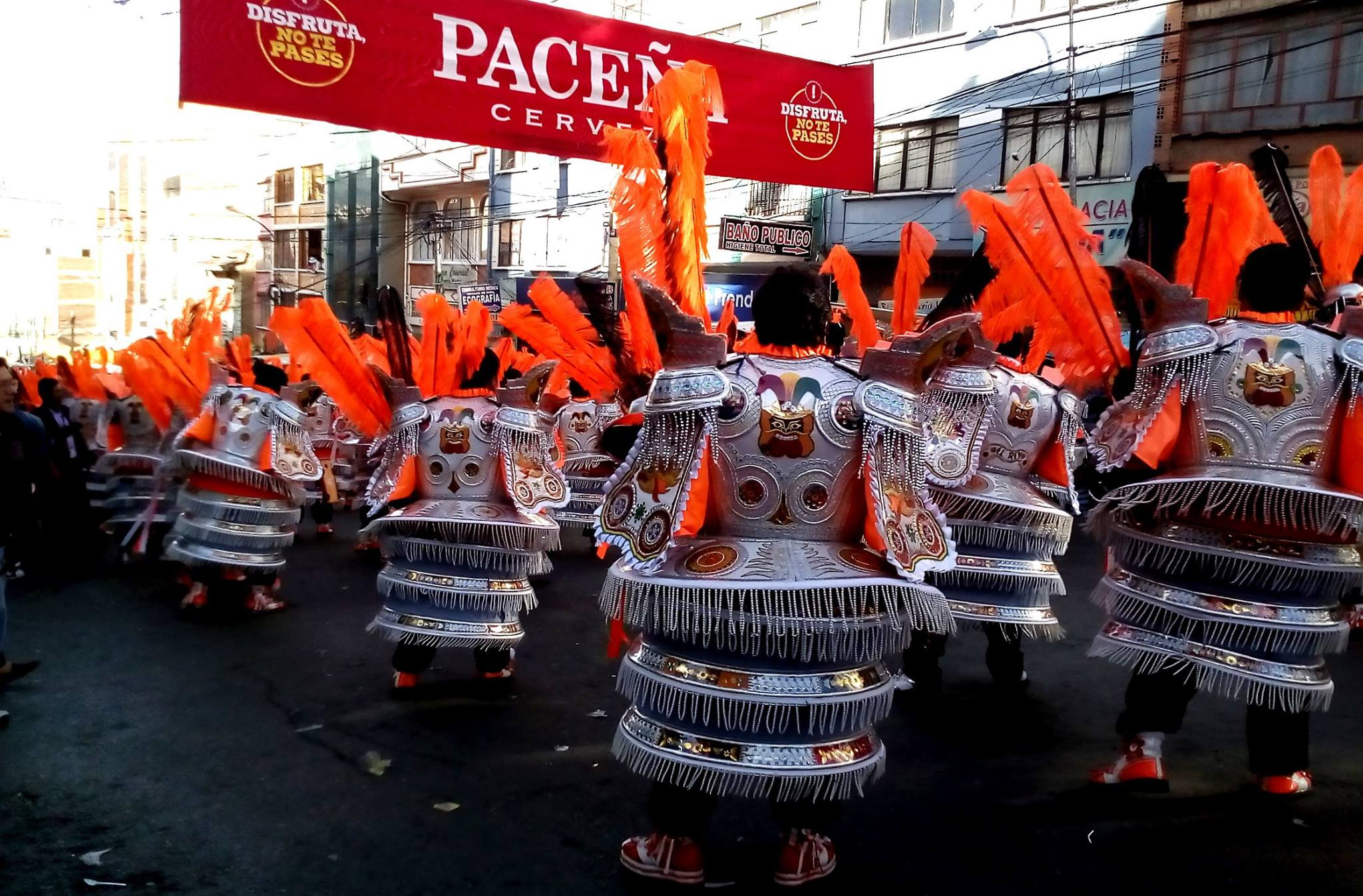
Danza Morenada originario de La Paz participando de la Fiesta del Gran Poder

## Declaratoria de Patrimonio por la Unesco
En 2017, el Ministerio de Culturas y Turismo de Bolivia presentó el expediente para la consideración de la declaratoria de Patrimonio de la Humanidad de la festividad, en 2018 UNESCO anunció que el expediente sería revisado en 2019.
El 11 de diciembre de 2019, la fiesta de la Santísima Trinidad del Señor Jesús del Gran Poder fue declarada Patrimonio Cultural Inmaterial de la Humanidad, dando como argumento la transformación y estimulación que da a la ciudad cada año como forma especial de entender y celebrar el catolicismo andino.

## Labor social
Dada la evolución de la fiesta y su crecimiento los fraternos han iniciado labores de carácter social y cultural más allá de la misma fiesta, habiendo por ejemplo realizado una labor coordinada para la restauración de varios templos en la ciudad de La Paz.